# TruckStore

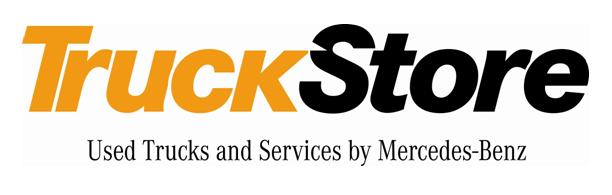
TruckStore Logo

TruckStore ist eine Marke der Daimler Truck AG und gehört zum Geschäftsfeld Daimler Trucks. Unter dieser Marke bietet das Unternehmen seit 2001 gebrauchte Nutzfahrzeuge aller Marken, Altersklassen und Aufbauten als freier Gebrauchtfahrzeughändler am Markt an. Darüber hinaus bietet TruckStore Dienstleistungen, wie Finanzierung, Leasing, Miete, Garantie- und Serviceverträge sowie Rückkauf.

## Geschichte
1999 stand DaimlerChrysler vor dem Problem, dass durch Leasing, Miete und die in Europa gültigen Abschreibungsgesetze die durchschnittliche Laufzeit neu gekaufter Lkw nur noch zwei bis drei Jahre betrug. Danach wurden die Lkw an die Händler zurückgegeben und neue geordert. Dem daraus resultierenden stetig wachsenden Überangebot an gebrauchten Lkw mit ähnlichen Kriterien wollte das Unternehmen mit einer Neuausrichtung des Gebrauchtfahrzeuggeschäfts Mercedes-Benz-Lkw entgegenwirken.
Ziel waren Aufbau und Förderung eigener An- und Verkaufsaktivitäten mit dem Schwerpunkt auf Endabnehmer (Retail). Das eigenständige Konzept TruckStore für den Vertrieb von Lkw und Dienstleistungen wurde 2001 ins Leben gerufen und auf der IAA Nutzfahrzeuge 2002 in Hannover präsentiert.

## TruckStore Center
Im Mai 2001 wurde in Pinto, Madrid das erste TruckStore-Center eröffnet. Derzeit (Januar 2021) bestehen europaweit 26 TruckStore in 14 Ländern. Der erste TruckStore außerhalb Europas wurde im Sommer 2012 in Südafrika eröffnet.
TruckStore in Europa
- Belgien: Brüssel
- Deutschland: Berlin-Brandenburg, Bremen, Erfurt, Köngen, München, Ruhrgebiet
- Frankreich: Lyon, Paris
- Italien: Piacenza
- Niederlande: Roelofarendsveen
- Österreich: Voralpenkreuz
- Polen: Komorniki, Nadarzyn
- Portugal: Abrunheira
- Rumänien: Bukarest
- Spanien: Barcelona, La Coruña, Madrid, Sevilla, Valencia

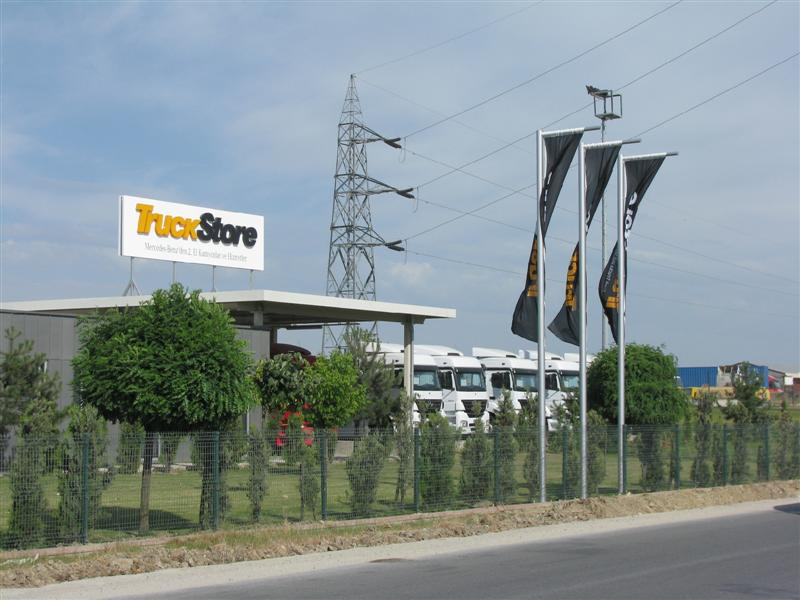
TruckStore Istanbul

- Tschechien: Prag
- Türkei: Istanbul
- Ungarn: Budapest

TruckStore weltweit
- Südafrika: Centurion